# Sandgerði

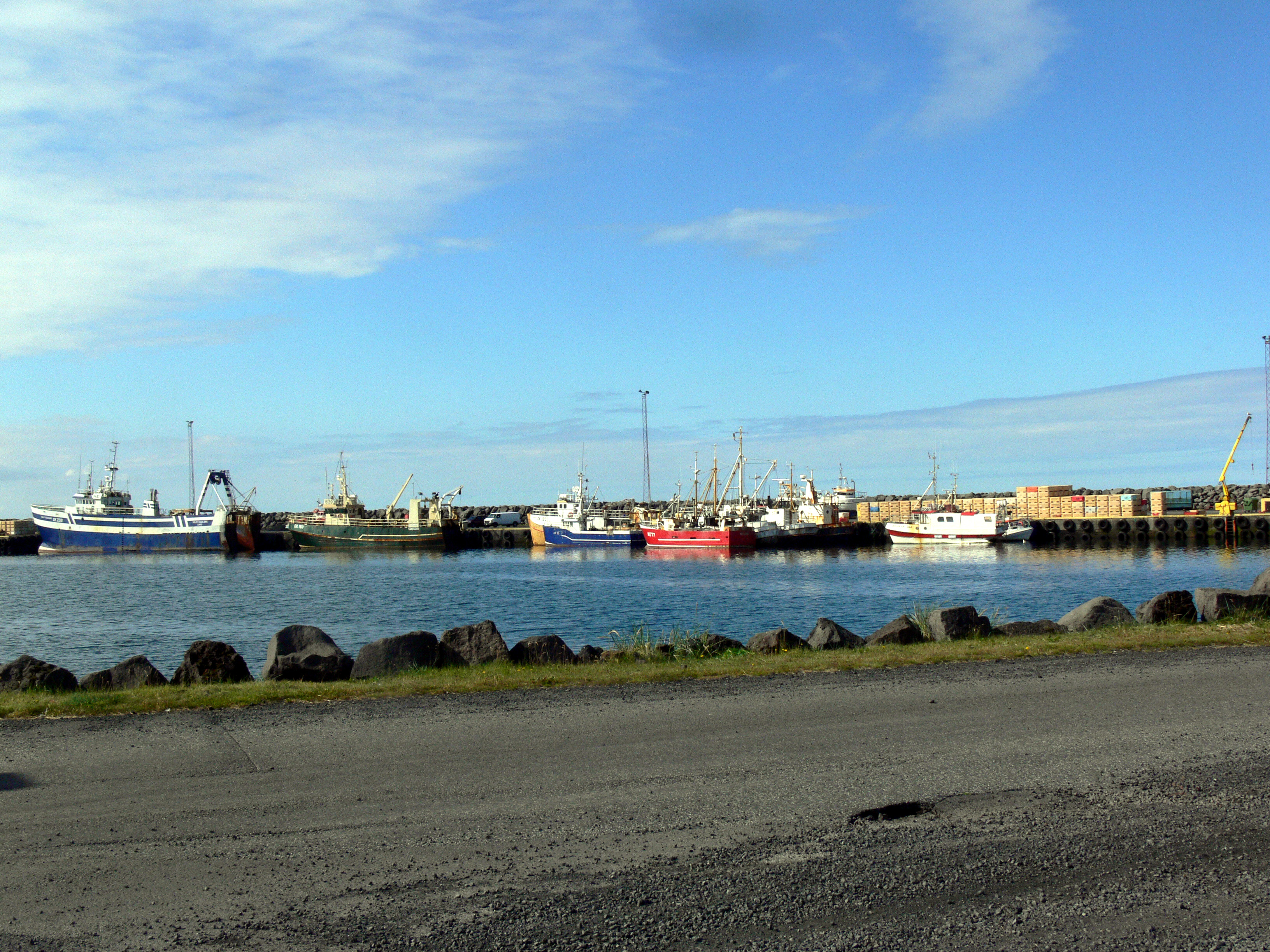
Sandgerði Hafen

Sandgerði (isl. Sandgerðisbær) ist ein isländischer Fischerort in der Region Suðurnes. Der Fischerort Sandgerði befindet sich an der Westküste der Reykjanes-Halbinsel, gelegen am Nordwestrand der Halbinsel Miðnes an der Straße Nr. 45. Die Stadt beherbergt ein marines Naturzentrum, das Forschungseinrichtung und Museum zugleich ist. Bis zur Fusion mit Garður zu Suðurnesjabær 2018 bildete Sandgerði eine eigenständige Stadtgemeinde. 2017 zählte sie 1798 Einwohner.

## Geschichte
Die Stadt war einst ein Handelshafen. Nach der Aufhebung des dänischen Handelsmonopols (siehe Geschichte Islands) ließen sich hier im 19. Jahrhundert Kaufleute aus zahlreichen Ländern nieder. Sie kauften vor allem Fisch und importierten im Gegenzug Waren wie Salz und Holz.
Zu Beginn des Ersten Weltkrieges ließen sich immer mehr Menschen hier nieder, um von hier aus auf Fischfang zu gehen. 1918 konnte man in Sandgerði den ersten Elektrogenerator auf Reykjanes vorfinden. In den folgenden Jahren operierten von hier aus bis zu 40 (teilweise kleine) Fischerboote.
Inzwischen handelt es sich um eine prosperierende Gemeinde mit zahlreichen Pendlern nach Keflavík und Reykjavík.

## Hvalsnes

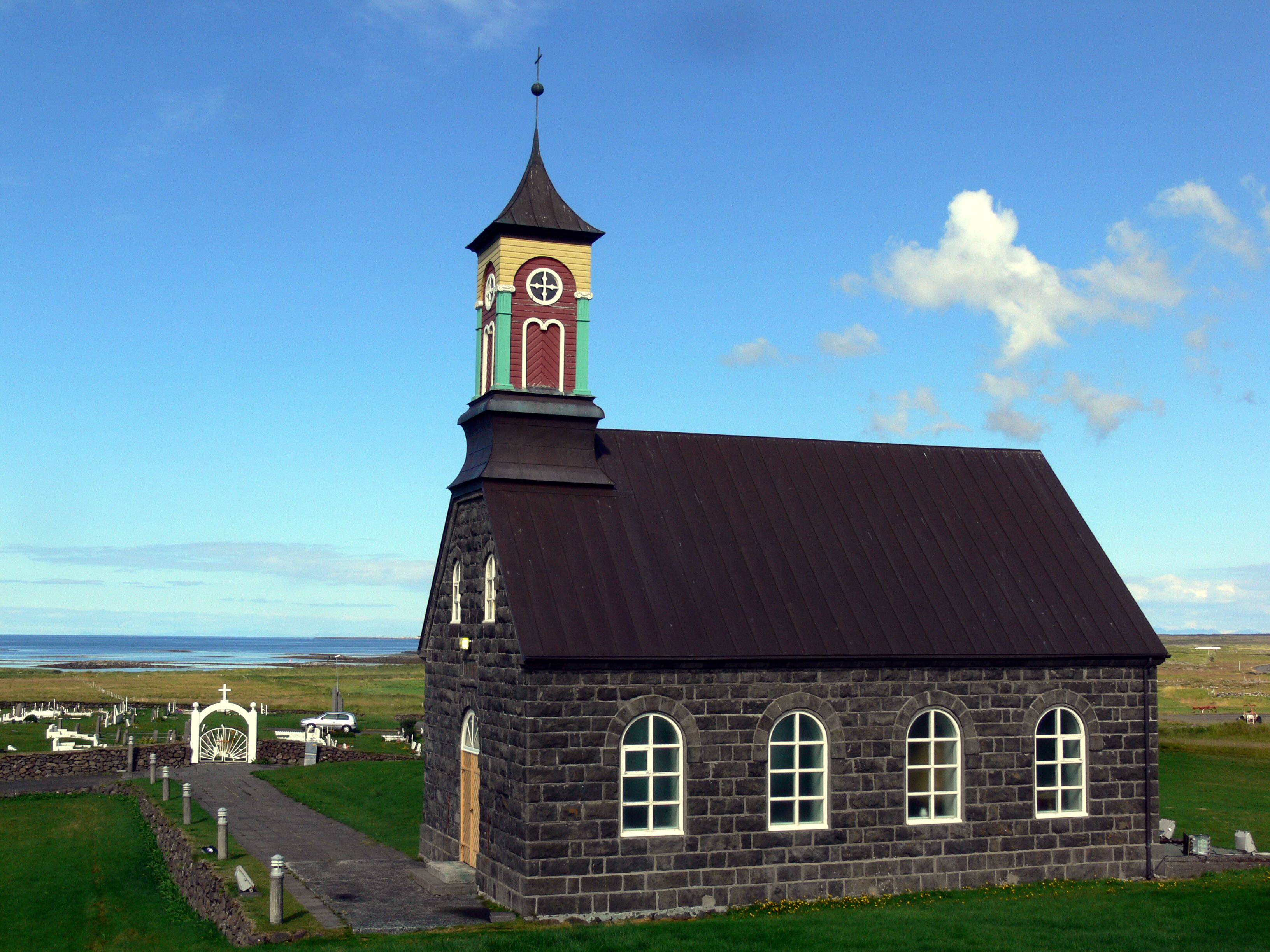
Kirche von Hvalsnes

Etwa 7 km südlich des Ortes befindet sich die 1887 aus Stein errichtete Hvalsneskirkja (dt. Kirche der Walhalbinsel). Hallgrímur Pétursson, der bekannteste Dichter isländischer Kirchen- und Passionslieder, war hier zwischen 1644 und 1651 Pfarrer. Im Chor der Kirche wird ein Grabstein aufbewahrt, der von Pétursson nach dem Tode seiner mit vier Jahren verstorbenen Tochter Steinunn 1649 angefertigt wurde. Der Stein, der lange als verschollen galt, lag jahrhundertelang mit der Schrift nach unten als Pflasterstein vor der Kirche und wurde 1964 bei Bauarbeiten zufällig wiederentdeckt. Die Kirche wurde 1945 und 2019 renoviert und hat 100 Sitzplätze, bekannt ist auch ihr Altargemälde von 1886.

## Básendar
An der Küste im Süden von Hvalsnes lag seit dem 15. Jahrhundert ein Dorf und ein Handelsort namens Básendar. Er gehörte bis ins 16. Jahrhundert dem Viðeyarkloster in Reykjavík und kam nach der Reformation in den Besitz des dänischen Königs. Während des 18. Jahrhunderts waren die dortigen Händler als dänische Ausbeuter recht übel beleumdet, so dass es manche als Strafe Gottes ansahen, als das Dorf am 23. Dezember 1799 von einer Springflut zerstört wurde. Ein Wanderweg führt von Hafnir nach Norden und um die Bucht, an der sich der Ort befand.

## Verkehr
Die Regionalbuslinie 89 der Strætó verkehrt von hier aus über den Flughafen Keflavík nach Garður.

## Söhne und Töchter der Stadt
- Grétar Hjartarson (* 1977), Fußballspieler

## Städtepartnerschaften
- Vágs Kommuna, Färöer